# Апостольский викариат Ингвавумы
Апостольский викариат Ингвавумы (лат. Vicariatus Apostolicus Ingvavumensis) — апостольский викариат Римско-Католической Церкви с центром в городе Ингвавума, ЮАР. Апостольский викариат Ингвавумы входит в митрополию Дурбана.

## История
12 ноября 1962 года Римский папа Иоанн XXIII издал буллу « Quoniam praecipuas», которой учредил апостольскую префектуру Ингвавумы, выделив её из епархий Эшове и Манзини.
19 ноября 1990 года Римский папа Иоанн Павел II издал буллу «Alacri profecto», которой преобразовал апостольскую префектуру Ингвавумы в апостольский викариат.

## Ординарии апостольского викариата
- епископ Edwin Roy Kinch O.S.M.[1] (13.11.1962 — 9.05.1970);
- епископ Anselm Donald Mary Dennehy O.S.M. (8.05.1970 — 1976);
- епископ Michael Mary O’Shea O.S.M. (9.01.1976 — 30.05.2006);
- епископ Хосе Луис Херардо Понсе де Леон I.M.C. (24.11.2008 — 29.11.2013 — назначен епископом Манзини);
  - епископ Хосе Луис Херардо Понсе де Леон I.M.C. (29.11.2013 — 29.11.2013) (апостольский администратор);
- епископ Зигфрид Мандла Джвара (30.04.2016 — 9.06.2021 — назначен архиепископом Дурбана).

## Источник
- Annuario Pontificio, Libreria Editrice Vaticana, Città del Vaticano, 2003, стр. 958, ISBN 88-209-7422-3
- Булла Quoniam praecipuas, AAS 55 (1963), стр. 933
- Булла Alacri profecto  (лат.)